# Tôm nương

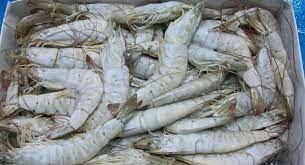
Tôm Trắng Trung Quốc

Tôm trắng Trung Quốc (Danh pháp khoa học: Fenneropenaeus chinensis) loài này trước đây còn được gọi là tôm đôi vì chúng thường vẫn bám từng đôi một, hay tôm trong do thân chúng trông trong suốt đây là một loài tôm trong họ Penaeidae, đây là loài giáp xác chân đốt, là một trong những nguồn hải sản quan trọng của Trung Quốc, vùng Hoàng Hải, Bột Hải.

## Đặc điểm
Tôm Trung Quốc có đôi râu dài gầp đôi thân của nó dùng để cảm nhận tình hình chung quanh. Cơ ngực của nó rất khỏe, có khả năng bơi ra xa. Đuôi có hình quạt, dùng để giữ cân bằng cơ thể và để bật mạnh lao đi lúc tránh kẻ thù. Màu sắc của tôm có thể thay đổi theo tế bào sắc tố trong cơ thể chúng. Sắc tố này có màu đỏ khi gặp nhiệt độ cao, nên vào mùa nóng tôm có màu đỏ.
Chúng ngon thịt, giàu chất dinh dưỡng, là mặt hàng có giá trị kinh tế cao ở nhiều thị trường. Những con tôm con đến tháng 9 mới trưởng thành. Trong quá trình lớn lên, tôm con phải trải qua hơn 20 lần lột xác. Những con tôm đực trưởng thành trong năm đó sẽ giao phối với tôm cái và đến năm sau tôm cái mới mang thai và đẻ trứng.

## Di trú
Chúng có nguồn gốc từ vùng biển nóng. Vào mùa thu và mùa thu, nhiệt độ vịnh Bột Hải nóng ấm, tôm đến sống và sinh sản ở đó. Đến mùa đông, khi nhiệt độ xuống thấp dưới 10 độ C, cuộc sống bị đe dọa chúng đều di cư xuống vùng Hoàng Hải phía Nam để trú đông. 
Tôm he di cư rất phân tán, thường không kiếm mồi, khả năng hoạt động không hảo.
Trong hơn 2 tháng sống dưới đáy biển mùa đông, khi nước ấm dần lên, sức hoạt động của tôm tăng lên, tuyến sinh dục phát triển. Vào cuối tháng 3, những con tôm di cư phân tán bắt đầu tập trung lại thành đàn lớn tiến quân về phương Bắc. Hành trình gần 1000 km, phải bơi mất 2 tháng trời, đến vùng biển nông sẽ phân tán ra đẻ trứng. Sau khi đẻ tôm cái vì phải trải qua một hành trình dài, phần lớn đều chết, chỉnh những con khỏe mới sống sót được.

## Kinh tế
Loại tôm này có thời vụ nuôi dài, có thể nuôi quanh năm ở vùng biển. Trung Quốc cũng xuất khẩu loại tôm này đến một số nước như Indonesia khiến đang e ngại sự tràn ngập của tôm đến từ Trung Quốc khiến giá sản phẩm trong nước giảm mạnh, phần lớn tôm he trắng trên thị trường nội địa đều được nhập từ Trung Quốc.